# Eastern State Penitentiary
Le pénitencier d'Eastern State (en anglais : Eastern State Penitentiary) est une ancienne prison des États-Unis, située à Philadelphie en Pennsylvanie. C'est aujourd'hui un musée.

## Histoire

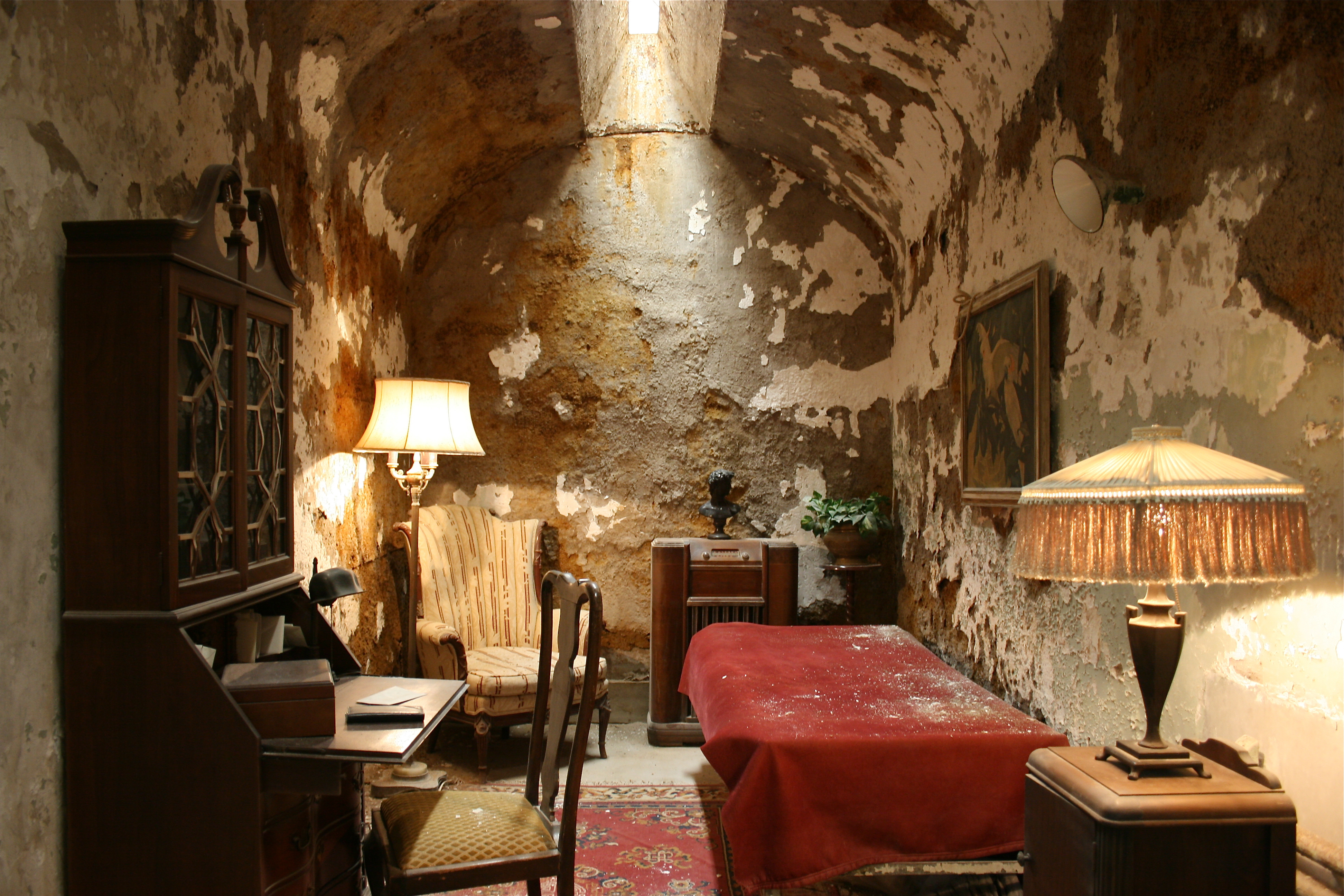
Cellule qu'Al Capone occupa en 1929 et arrangea luxueusement.

Construite en 1829 dans le style néogothique par l'architecte John Haviland, elle adopte un modèle de détention individuelle où les détenus sont totalement isolés les uns des autres (« modèle pennsylvanien »).
Elle a accueilli durant dix mois en 1929, le célèbre gangster Al Capone, condamné pour port d’arme illégal. Durant sa détention, il fit arranger sa cellule de façon luxueuse avec moquette et meubles anciens.
Elle est classée au National Historic Landmark depuis 1966, soit cinq ans avant sa fermeture en 1971. Le site est actuellement ouvert au public.